# Moonwalk (etichetta discografica)
Moonwalk è un'etichetta discografica estone nata nel 2005 e di appartenenza di Sven Lõhmus e Tambet Mumma.

## Artisti
- Getter Jaani
- Urban Symphony
- Suntribe
- Mr. Happyman
- Black Velvet
- Laura Põldvere
- Mari-Leen Kaselaan
- Ly Lumiste
- Moon Taxi